# Mauro Bergamasco
Pour les articles homonymes, voir Bergamasco (homonymie).

a Compétitions nationales et continentales officielles uniquement.

b Matchs officiels uniquement.
Dernière mise à jour le 26 février 2017.
Mauro Bergamasco, né le 1er mai 1979 à Padoue (Italie), est un joueur de rugby à XV international italien. Il joue au poste de troisième ligne aile. À la fin de la saison 2014-2015, il décide de mettre un terme à sa carrière de joueur.
En dix-huit années au plus haut niveau, Mauro Bergamasco a inscrit à son palmarès deux titres de champion de France et deux titres de champion d'Italie; il est titulaire indiscutable dans son club et très présent en équipe nationale avec laquelle il dispute le Tournoi des Six Nations et la Coupe du monde.

## Carrière
Né le 1er mai 1979 à Padoue (Italie), Mauro Bergamasco est issu d'une famille de joueurs de rugby à XV. Son père Arturo connaît 4 sélections de 1973 à 1978. Son frère cadet Mirco, né en 1983 est également international italien.
Il commence le rugby à XV à l'âge de cinq ou six ans. Il voit son père qui entraîne les moins de 11 ans de Selvazzano au début des années 1980 et il veut également jouer. Il occupe de nombreux postes très différents en sélections de jeunes.
Mauro Bergamasco connaît sa première cape internationale en équipe d'Italie en 1998 à seulement 19 ans le 18 novembre 1998 par une victoire 67-7 contre l'équipe des Pays-Bas. Alors sous la direction de Georges Coste, il évolue au poste de troisième ligne aile.
En Italie il joue sous le maillot de Petrarca Padova et celui de Benetton Rugby Trévise.
Avec cette dernière équipe, il remporte les championnats d'Italie 2000-01 et 2002-03.
En 2000, il est présent pour l'entrée de l'Italie dans le tournoi. Il dispute les quinze premières rencontres de l'Italie dans le tournoi entre 2000 et 2002 au poste de troisième ligne aile. L'Italie ne s'impose qu'une seule fois. Le 17 mars 2001, au Murrayfield Stadium d'Édimbourg, l'Écosse l'emporte 23-19 contre les Italiens. Mauro Bergamasco marque un essai très remarqué, qui fait la démonstration de ses qualités.
C'est un des joueurs italiens les plus reconnus au niveau mondial ; plaqueur infatigable, il aime jouer troisième ligne aile mais sa condition athlétique et sa vitesse ont conduit l'entraîneur de l'équipe d'Italie John Kirwan à l'utiliser comme ailer lors du tournoi des six nations 2003. Il est victime d'une blessure et manque des matchs du tournoi. Il peut cependant disputer la Coupe du monde de rugby à XV. Les Italiens sont éliminés dès la phase de poule. Avec la concurrence d'Andrea De Rossi et d'Aaron Persico, l'arrivée de Sergio Parisse, il dispute seulement deux rencontres.
En 2003 en même temps que son frère Mirco, il rejoint l'équipe de Paris, le Stade français et le demi d'ouverture Diego Domínguez, compatriote, avec lequel il remporte le championnat de France 2003-2004. Mauro Bergamasco est titulaire pour la finale, il marque même un des deux essais parisiens.
En 2005, il participe avec le Stade français à la finale de Coupe d'Europe face au Stade toulousain au Murrayfield Stadium à Édimbourg. Il est titularisé en troisième ligne avec Rémy Martin et Shaun Sowerby puis remplacé par Pierre Rabadan à la 71e minute. À l'issue du temps réglementaire, les deux équipes sont à égalité, 12 à 12, mais les toulousains parviennent à s'imposer 12 à 18 à l'issue des prolongations.
L'Italie parvient pour la première fois en 2007 à remporter deux matchs du Tournoi. Pour la première fois, lors des confrontations entre les deux nations, elle s'impose en Écosse face au XV du Chardon sur le score de 17 à 37. Trois essais sont « offerts » aux Italiens qui mènent 21 à 0 après seulement six minutes. Un des essais est inscrit par Mauro Bergamasco. Il récidive contre le pays de Galles en donnant l'avantage aux Italiens à trois minutes de la fin du match pour une victoire 23-20.
En 2008, après un match de tournoi disputé contre le pays de Galles, il purge une lourde suspension.
Nick Mallett positionne Mauro Bergamasco au poste de demi de mêlée lors du tournoi des six nations 2009. Il reconnaît que l'essai n'est pas concluant.
Lors du tournoi des six nations 2014, il devient le rugbyman ayant la carrière internationale la plus longue. En effet, 16 ans espacent ses débuts en 1998 de sa 97e sélection contre le XV de France, le 9 février 2014.
Une blessure à la cuisse l’empêche d’atteindre la barre symbolique des 100 sélections au cours de ce tournoi.
Le 21 mars 2015 à Rome, il dispute son dernier match du Tournoi des Six Nations à l'occasion de la réception de l'équipe d'Angleterre. En 2000, il est présent pour l'entrée de l'Italie dans le tournoi. Quinze années plus tard, il dispute sa treizième édition, son quarante-troisième match du tournoi.
À la fin de la saison 2014-2015, il décide de mettre un terme à sa carrière de joueur. Le 8 mai 2015 à Parme, il dispute son dernier match en club en Italie avant un déplacement à Cardiff la semaine suivante qui met un terme à la saison 2014-2015 celtique. Il est toutefois dans l'attente de l'annonce des joueurs retenus pour la Coupe du monde de rugby à XV 2015. Le sélectionneur Jacques Brunel le retient dans le groupe de trente-et-un joueurs annoncé le 24 août 2015. Il n'est pas un titulaire indiscutable et il n'a joué que seize rencontres internationales avec l'Italie depuis la Coupe du monde de rugby à XV 2011 avant d'entamer la nouvelle. Cette fois, son frère est absent. Mauro Bergamasco entre en jeu contre le Canada le 26 septembre 2015, égalant le record de Brian Lima de cinq participations à une phase finale de Coupe du monde de rugby à XV, bientôt rejoint par le Roumain Ovidiu Tonita.

## Palmarès
Pendant sa carrière de joueur de rugby à XV professionnel, Mauro Bergamasco n'a pas pu se construire un solide palmarès au niveau international avec l'équipe d'Italie; l'équipe nationale tente de trouver sa place dans le concert des nations majeures du rugby à XV qui disputent la Coupe du monde de rugby à XV depuis près de trente ans, le Tournoi des Six Nations (ancien Tournoi des Cinq Nations) depuis cent ans ou des test-matchs, puis le The Rugby Championship (ancien Tri-Nations) avec la même antériorité (pour l'hémisphère Sud).
Il a rejoint un des clubs au plus beau palmarès du rugby français,,, il dispute avec une finale perdue de Coupe d'Europe de rugby à XV; il remporte deux titres de Champion de France en 2003-2004 et en 2006-2007.  

### En club
Avec Trévise, il est champion d'Italie à deux reprises.
En huit saisons passées avec le Stade français Paris, Mauro Bergamasco remporte deux fois le titre de Champion de France en 2003-2004 et en 2006-2007. Il ne gagne pas la Coupe d'Europe en sept participations à la compétition européenne. Il parvient toutefois à atteindre la finale de l'édition 2004-2005.

### En équipe nationale
Mauro Bergamasco participe à cinq Coupes du monde, ne parvenant pas à se qualifier pour la phase finale éliminatoire directe. Il joue à treize reprises le Tournoi des Six Nations à compter de 2000, mais son équipe n'est pas en mesure de disputer le titre. Il dispute quarante-trois rencontres dans cette compétition européenne.
Après avoir rejoint le cercle restreint des joueurs qui ont disputé quatre Coupes du monde, il égale la performance de Brian Lima, premier joueur à avoir disputé cinq Coupes du monde (1991-1995-1999-2003-2007). 

#### Coupe du monde
| Édition               | Rang          | Résultats Italie | Résultats Bergamasco | Matchs Bergamasco |
| Pays de Galles 1999   | 4e de poule B | 0 v, 0 n, 3 d    | 0 v, 0 n, 1 d        | 1/3               |
| Australie 2003        | 3e de poule D | 2 v, 0 n, 2 d    | 0 v, 0 n, 2 d        | 2/4               |
| France 2007           | 3e de poule C | 2 v, 0 n, 2 d    | 2 v, 0 n, 2 d        | 4/4               |
| Nouvelle-Zélande 2011 | 3e de poule C | 2 v, 0 n, 2 d    | 2 v, 0 n, 1 d        | 3/4               |
| Angleterre 2015       | 3e de poule D | 2 v, 0 n, 2 d    | 1 v, 0 n, 1 d        | 2/4               |

Légende : v = victoire ; n = match nul ; d = défaite.

#### Tournoi des Six Nations
| Édition                      | Rang | Résultats Italie | Résultats Bergamasco | Matchs Bergamasco |
| Tournoi des Six Nations 2000 | 6    | 1 v, 0 n, 4 d    | 1 v, 0 n, 2 d        | 5/5               |
| Tournoi des Six Nations 2001 | 6    | 0 v, 0 n, 5 d    | 0 v, 0 n, 5 d        | 5/5               |
| Tournoi des Six Nations 2002 | 6    | 0 v, 0 n, 5 d    | 0 v, 0 n, 5 d        | 5/5               |
| Tournoi des Six Nations 2003 | 5    | 1 v, 0 n, 4 d    | 1 v, 0 n, 1 d        | 2/5               |
| Tournoi des Six Nations 2005 | 6    | 0 v, 0 n, 5 d    | 0 v, 0 n, 2 d        | 2/5               |
| Tournoi des Six Nations 2006 | 6    | 0 v, 1 n, 4 d    | 0 v, 0 n, 3 d        | 3/5               |
| Tournoi des Six Nations 2007 | 4    | 2 v, 0 n, 3 d    | 2 v, 0 n, 1 d        | 3/5               |
| Tournoi des Six Nations 2008 | 6    | 1 v, 0 n, 4 d    | 0 v, 0 n, 3 d        | 3/5               |
| Tournoi des Six Nations 2009 | 6    | 0 v, 0 n, 5 d    | 0 v, 0 n, 5 d        | 5/5               |
| Tournoi des Six Nations 2010 | 6    | 1 v, 0 n, 4 d    | 1 v, 0 n, 4 d        | 5/5               |
| Tournoi des Six Nations 2012 | 4    | 1 v, 0 n, 4 d    | 0 v, 0 n, 1 d        | 1/5               |
| Tournoi des Six Nations 2014 | 6    | 0 v, 0 n, 5 d    | 0 v, 0 n, 2 d        | 2/5               |
| Tournoi des Six Nations 2015 | 5    | 1 v, 0 n, 4 d    | 0 v, 0 n, 2 d        | 2/5               |

Légende : v = victoire ; n = match nul ; d = défaite ; la ligne est en gras quand il y a Grand Chelem.

## Statistiques

### En club
Mauro Bergamasco débute en Italie avec le club de Petrarca Padova et celui de Benetton Rugby Trévise. Il rejoint le Stade français à 24 ans. Lors des huit saisons passées avec les Parisiens, il dispute 138 matchs toutes compétitions confondues et inscrit 16 essais (80 points) (statistiques mises à jour au 15 mai 2015). En particulier, il joue 28 matchs en Coupe d'Europe au cours desquels il marque trois essais.
Il rejoint ensuite Aironi Rugby puis les Zebre avec lesquels il dispute le Pro12 et la Coupe d'Europe de rugby à XV.

### En équipe nationale
En dix-sept années (1998-2015), Mauro Bergamasco dispute 104 matchs (90 en tant que titulaire) avec l'équipe d'Italie au cours desquels il marque quinze essais (75 points). Il participe notamment à treize Tournois des Six Nations (43 matchs, 5 essais) et à cinq Coupes du monde (1999, 2003, 2007, 2011, 2015) pour un total de dix rencontres disputées en quatre participations,.
- Champion d'Italie : 2001, 2003 avec Trévise
- Champion de France : 2004, 2007
- Finaliste du championnat de France : 2005
- Finaliste de la Coupe d'Europe : 2005
- Sélections par années : 2 en 1998, 2 en 1999, 6 en 2000, 8 en 2001, 9 en 2002, 8 en 2003, 3 en 2004, 6 en 2005, 10 en 2006, 8 en 2007, 7 en 2008, 10 en 2009, 5 en 2010, 4 en 2011, 5 en 2012 , 2 en 2013, 5 en 2014, 4 en 2015

## Autres activités, reconversion
Mauro Bergamasco a développé une entreprise (M2M) qui produit des vidéos pour la télévision, qui opère dans la communication.